# Les Vignes
Les Vignes je francouzská obec v departementu Lozère v regionu Languedoc-Roussillon v údolí Gorges du Tarn. V roce 2010 zde žilo 107 obyvatel.